# 王原祁
王原祁（1642年—1715年），字茂京，号麓臺，一号石師道人，江蘇太倉州（今江蘇太倉市）人。清代政治人物、画家，“四王”之一。

## 生平
王時敏之孫。王揆之子。康熙九年（1670年）進士，授任縣知縣。行取給事中，不久改中允。歷官有聲。曾為宮廷作畫並鑑定古畫，後任書畫譜館總裁。官至戶部左侍郎，人稱“王司農”。康熙四十三年（1704年）入直南書房，康熙帝常觀其作畫。次年奉旨與孫岳頒、宋駿業、吳暻、王銓等《佩文齋書畫譜》100卷，康熙五十年（1711年）又主持《萬壽盛典圖》總裁。康熙五十四年（1715年）卒於官。《清史稿》有傳。

## 著作
王原祁得祖父王時敏和王鑑之真傳，筆墨功力深厚，喜臨摹黃公望。喜歡用干筆焦墨，層層皴擦，自稱筆端有“金剛杵”。設色長於淺絳，其重彩之作，青、綠、朱、赭，相映鮮明，有獨到之處，惟有丘壑缺少變化，但功力深厚。與王時敏、王鑑、王翬、吳歷、惲壽平合稱“四王吳惲”或“清六家”。奉詔修撰《佩文齋書畫譜》100卷、《萬壽盛典》120卷。另有《論畫十則》1卷、《罨畫樓集》3卷。工詩文，有《雨窗漫筆》1卷、《麓臺題畫稿》1卷。

## 畫作
《春雲出岫》軸，藏於台灣台北國立故宮博物院
《晴翠浮嵐》軸，藏於台灣台北國立故宮博物院
《烟浮遠岫圖》，藏於台灣台北國立故宮博物院
《溪崦林廬》軸，藏於台灣台北國立故宮博物院
《雲壑流泉圖》，藏於台灣台北國立故宮博物院
《松壑流泉》軸，藏於台灣台北國立故宮博物院
《夏山旭照圖》，藏於台灣台北國立故宮博物院
《溪崦林廬》軸，藏於台灣台北國立故宮博物院
《華山秋色》軸，藏於台灣台北國立故宮博物院

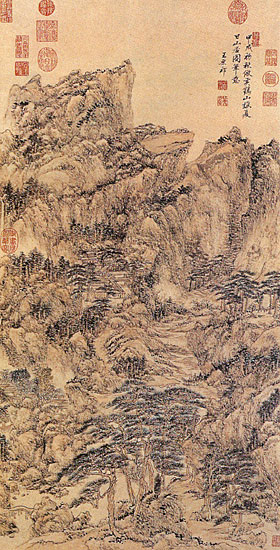
王原祈仿王蒙《夏日山居圖》，藏於台灣台北國立故宮博物院
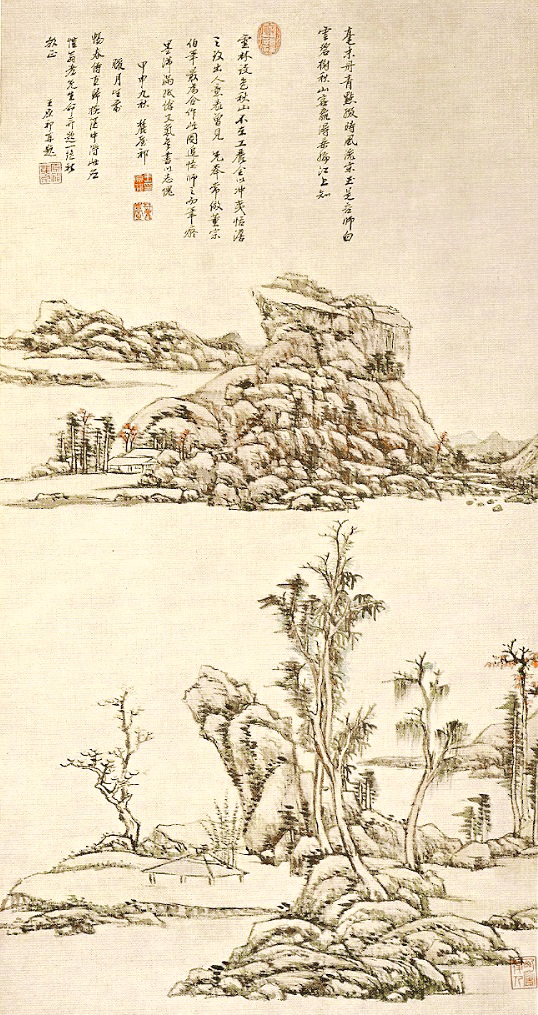
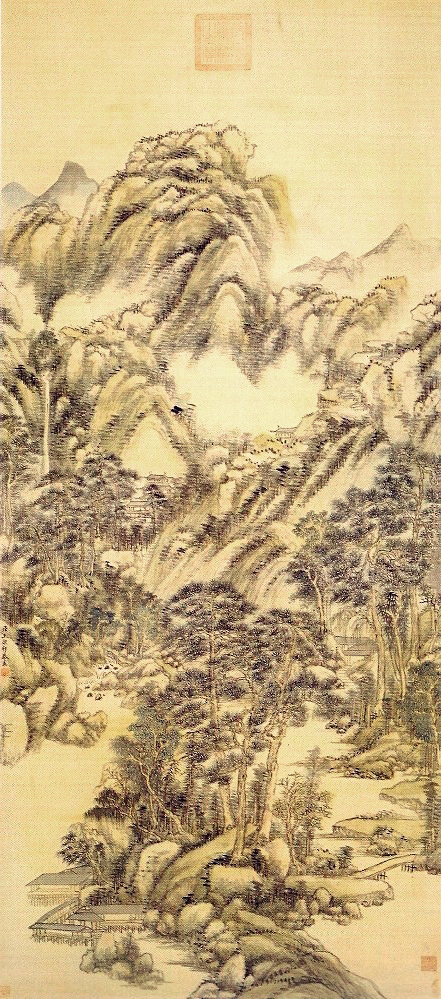

## 家族
父进士王揆 (清朝)、叔伯大学士王掞、王撰等。 堂兄弟有进士王奕清、王奕鴻。胞兄弟武清知县王原博。侄子即王原博之子是成都知府王瞻，乃江南蒋氏望族云贵总督蒋陈锡女婿，王瞻其女嫁大臣张鹏翮之孙张勤宠。